# Bodenkunde

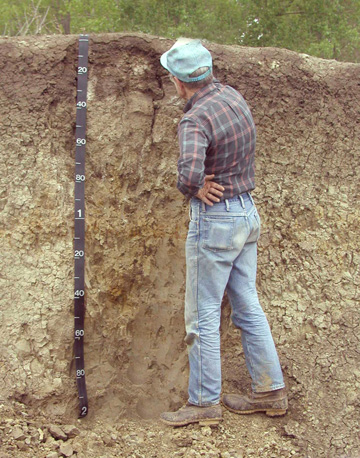
Ein Bodenkundler vor einem Bodenprofil

Die Bodenkunde, Bodenwissenschaft oder Pedologie (von altgriechisch πέδον pédon „Boden“ und -logie), seltener Edaphologie (altgriechisch ἔδαφος edaphos „Erdboden“), ist eine Wissenschaft, die sich mit der Bodenentstehung aus dem Gesteins-Untergrund, der Bodenentwicklung, den Bodenpartikeln, den Bodeneigenschaften, der Bodenbiologie und der Bodenklassifizierung befasst.
Als Boden oder Krume bezeichnen Pedologen die obersten, meist stark belebten und porösen Dezimeter der Erdoberfläche, in denen die Pflanzen wurzeln. Böden entstehen aus dem darunterliegenden Gestein durch Verwitterung und die Tätigkeit der Bodenlebewesen.

## Geschichte und Definition
Die Bodenkunde etablierte sich als eigene wissenschaftliche Disziplin im ausgehenden 19. Jahrhundert, wozu vor allem der russische Geograf und Geologe Wassili Wassiljewitsch Dokutschajew, der deutsche Privatgelehrte Friedrich Albert Fallou und Charles Darwin beitrugen.
Im Jahr 1899 veröffentlichte der russische Bodenkundler Nikolai Michailowitsch Sibirzew das erste bodenkundliche Lehrbuch, in dem vor allem Dokutschajews Ideen zur Bodensystematik und -genese vorgestellt und weiterentwickelt werden. Im selben Jahr erschien außerdem mit Pochwowedenie (russisch: Почвоведение, deutsch: Bodenkunde) die erste bodenkundliche Fachzeitschrift. Auch in den Vereinigten Staaten war das Jahr 1899 für die Bodenkunde bedeutend, da dort im Auftrag des Department of Agriculture erstmals eine systematische Kartierung der Böden in Auftrag gegeben wurde. Die Differenzierung in Bodenserien (später: Bodentypen), unterschieden nach Korngrößenverteilung und geologischem Substrat unter Betrachtung des gesamten Bodenprofils wurde 1938 in der Soil Taxonomy übernommen.
Im 20. Jahrhundert wurde in Europa die nach Bodentypen gegliederte Bodenkartierung zu einer weithin anerkannten staatlichen Aufgabe und wird heute auch im Zusammenhang mit den Problemkreisen Gewässer- und Umweltschutz, gezielte (sparsame) Düngung und Förderung von standortgerechter (naturnaher) Vegetation gesehen. Seit etwa 1985 wurde deshalb in den deutschsprachigen Ländern begonnen, amtliche Bodeninformationssysteme zu entwickeln (siehe GeoLIS und Raumbezogenes Informationssystem, RIS).
Der Begriff Boden wird in den einzelnen Geowissenschaften recht unterschiedlich verwendet. Die Bodenkunde definiert den Begriff (nach Winfried Blum, Universität für Bodenkultur Wien) folgendermaßen:

„Boden ist eine von der Erdoberfläche bis zum Gestein reichende, in Horizonte gegliederte, mit Wasser, Luft und Lebewesen durchsetzte Lockerdecke (Ausschnitt aus der Pedosphäre), die durch Umwandlung anorganischer und organischer Ausgangsstoffe, unter Zufuhr von Energie und Stoffen aus der Atmosphäre neu entstanden ist und in der diese Umwandlungsprozesse weiter ablaufen.“

Da Böden aus fester, gasförmiger und flüssiger Phase bestehen, stellen sie ein dreiphasiges, dynamisches, geo- und bioökologisches System dar.

## Interdisziplinäre Wissenschaft
Die Bodenkunde ist eine interdisziplinäre Wissenschaft, die Erkenntnisse und Methoden verschiedener Fachgebiete verwendet. Hierzu zählen
- die grundlegenden Naturwissenschaften Physik, Chemie und Biochemie,
- die Biowissenschaften Botanik, Zoologie und Mikrobiologie,
- die Erdwissenschaften, insbesondere Geologie, Mineralogie, Geographie und Hydrologie,
- sowie die Forst- und Agrarwissenschaften, insbesondere Ackerbau, Pflanzenbau, Pflanzenernährung und Düngung, Forstwirtschaft.
- Im Zuge moderner Auswerte- und Analyseverfahren spielen auch Geoinformationssysteme sowie die agrar- und geowissenschaftlichen Methoden der Fernerkundung eine wachsende Rolle.

Die Erkenntnisse der Bodenkunde sind in der Ökologie, der Landwirtschaft und der Forstwirtschaft von grundlegender Bedeutung. Letztere befassen sich mit dem Kulturboden, der seit den Anfängen des Ackerbaus in der Jungsteinzeit das Fundament menschlichen Überlebens bildet.
Auf Basis der traditionellen Bodenklassifizierung hat sich in der Forstwissenschaft eine Sicht des Bodens als Geoökosystem entwickelt. Die Prognosen über die Auswirkungen anthropogen bedingter Elementeinträge auf den Bioelement-Haushalt von Böden sind durch Langzeituntersuchungen bestätigt worden.
Die Bodenkunde liefert – im Rahmen der Materialwissenschaften – auch bodenmechanische, erdstatische und hydrometrische Grundlagen für die Geotechnik und Baustatik, wie sie im Grundbau benötigt werden.

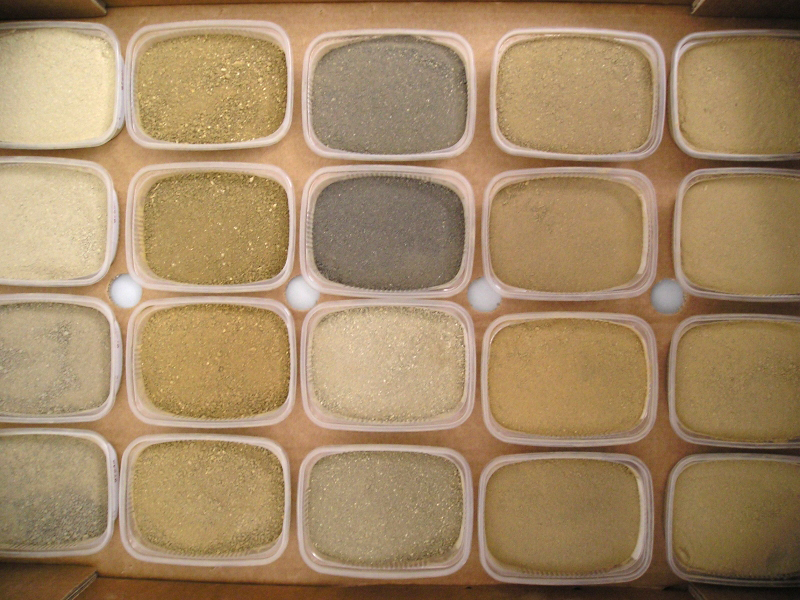
Bodenproben mit unterschiedlicher Farbe in Probeschalen

## Bedeutung für den Umweltschutz
Bodenschutz, das heißt die nachhaltige Bewahrung der Funktionalität des Bodens, sie vor allem durch „gute fachliche Praxis“ zu sichern oder wiederherzustellen, ist unter anderem im deutschen Bundes-Bodenschutzgesetz (BBodSchG) verankert. Hierzu sind schädliche Bodenveränderungen möglichst zu vermeiden oder anhaltend negative Funktionalität gegebenenfalls zu sanieren. Zu den negativen Veränderungen werden neben der mechanischen Bodenverdichtung auch chemische Verunreinigungen durch Altlasten und hierdurch verursachte Gewässerverunreinigungen gezählt. Eine zu starke anthropogene Beanspruchung führt zu diesen Degradationen, die sich zunehmend durch Bodenerosion (siehe auch Dust-Bowl), Flächenversiegelung oder nachlassende Bodenfruchtbarkeit messen lassen.
Bei Einwirkungen auf den Boden sollen Beeinträchtigungen seiner natürlichen Funktionen sowie seiner Rolle als Archiv der Natur- und Kulturgeschichte so weit wie möglich vermieden werden.

## Studium
Bodenkunde wird im deutschsprachigen Raum meist interdisziplinär gelehrt. 
Bodenkundliche Lehrinhalte werden in den grundlegenden und weiterführenden Studiengängen wie Forstwissenschaft, Geographie, Geoökologie, Land- und Forstwirtschaft, Arboristik, Geowissenschaften sowie den Umweltwissenschaften vermittelt.
Die Universität Hannover setzt im Bachelorstudiengang der Geowissenschaften einen Schwerpunkt auf bodenkundliche Themen. Darüber hinaus können in den weiterführenden Masterstudiengängen der Geowissenschaften und Landschaftswissenschaften ein Schwerpunkt auf die Bodenkunde gelegt werden.
Der weiterführende Masterstudiengang „Bodennutzung und Bodenschutz“ der Hochschule Osnabrück stellt den Boden in den Mittelpunkt. 
An der Universität Hohenheim kann man Bodenwissenschaften als Vertiefung im Bachelor- und im Masterstudiengang Agrarwissenschaften studieren.